# Karl Ludwig Kaaz

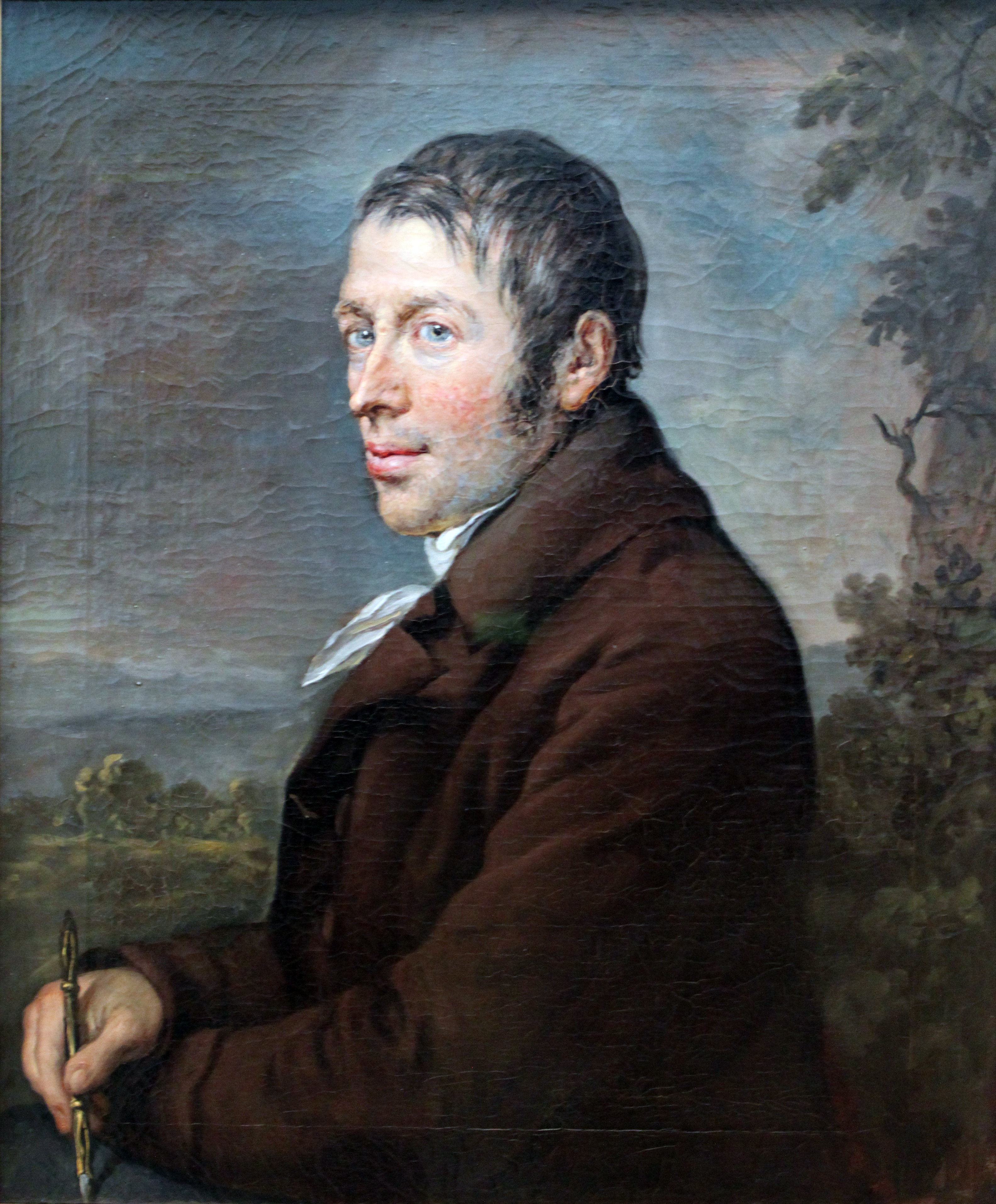
Karl Ludwig Kaaz, 1809
(Gemälde von Anton Graff)

Karl Ludwig Kaaz (auch Karl Ludwig Katz, * 22. Januar 1773 in Karlsruhe; † 14. Juli 1810 in Dresden) war ein deutscher Maler, der vor allem durch seine Landschaftsbilder bekannt wurde.

## Leben

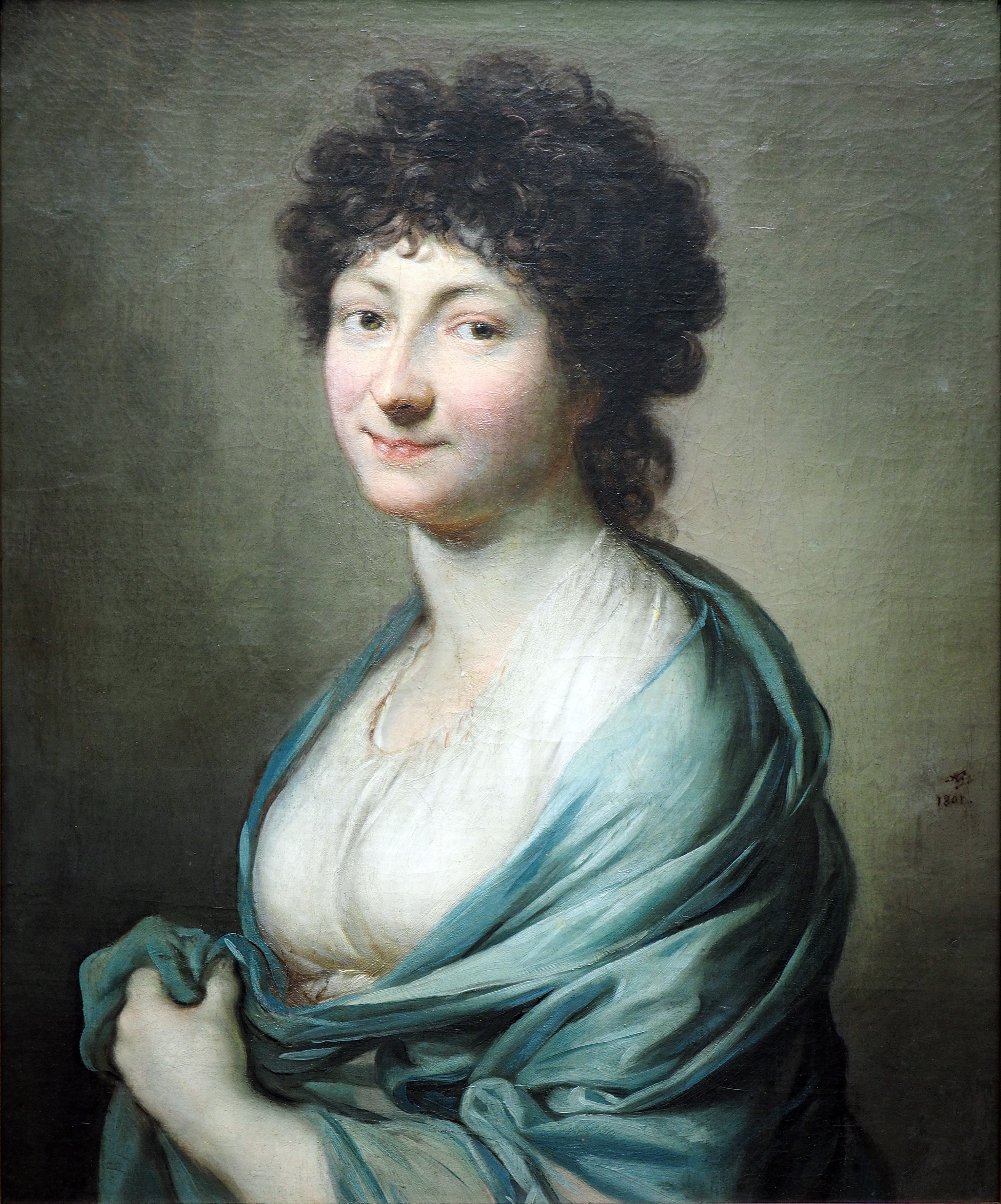
Caroline Susanne Graff, Tochter von Anton Graff ab 1805 Ehefrau von Kaaz

Karl Ludwig Kaaz war der Sohn des Einnehmers Georg Jakob Katz (1723–1775) und seiner Ehefrau Eleonora Friederike († 1784). Wegen des frühen Todes seiner Eltern wuchs Karl Ludwig ab 1784 in einem Waisenhaus in Pforzheim auf. Er wurde zunächst als Schreiber und dann zum Buchbinder ausgebildet. 1792 übersiedelte er nach La Chaux-de-Fonds in der Schweiz, wo seine Schwester mit einem Goldwarenfabrikanten verheiratet war. Hier wurde ihm eine Ausbildung in Kupferstechen und Miniaturmalerei ermöglicht. Nach einem Zwischenaufenthalt an der Kunstakademie Stuttgart wurde er 1797 Schüler der Dresdener Kunstakademie, wo er unter anderem Unterricht bei Johann Christian Klengel (1751–1824) und Jacob Wilhelm Mechau (1745–1808) erhielt.
In Dresden verkehrte er in verschiedenen Familien, darunter in der des Malers Anton Graff (1736–1813), der auch sein Lehrer war. Kaaz wurde von der Dichterin Charlotte Elisabeth Konstantia von der Recke (1754–1833) gefördert. Sie ermöglichte ihm 1801 eine Studienreise, die er mit Traugott Leberecht Pochmann (1762–1830) und Graffs Sohn, dem Landschaftsmaler Carl Anton Graff (1774–1832), antrat und die ihn über Paris nach Italien führte. Von hier kehrte er erst 1804 mit zahlreichen Anregungen und Skizzen nach Dresden zurück.

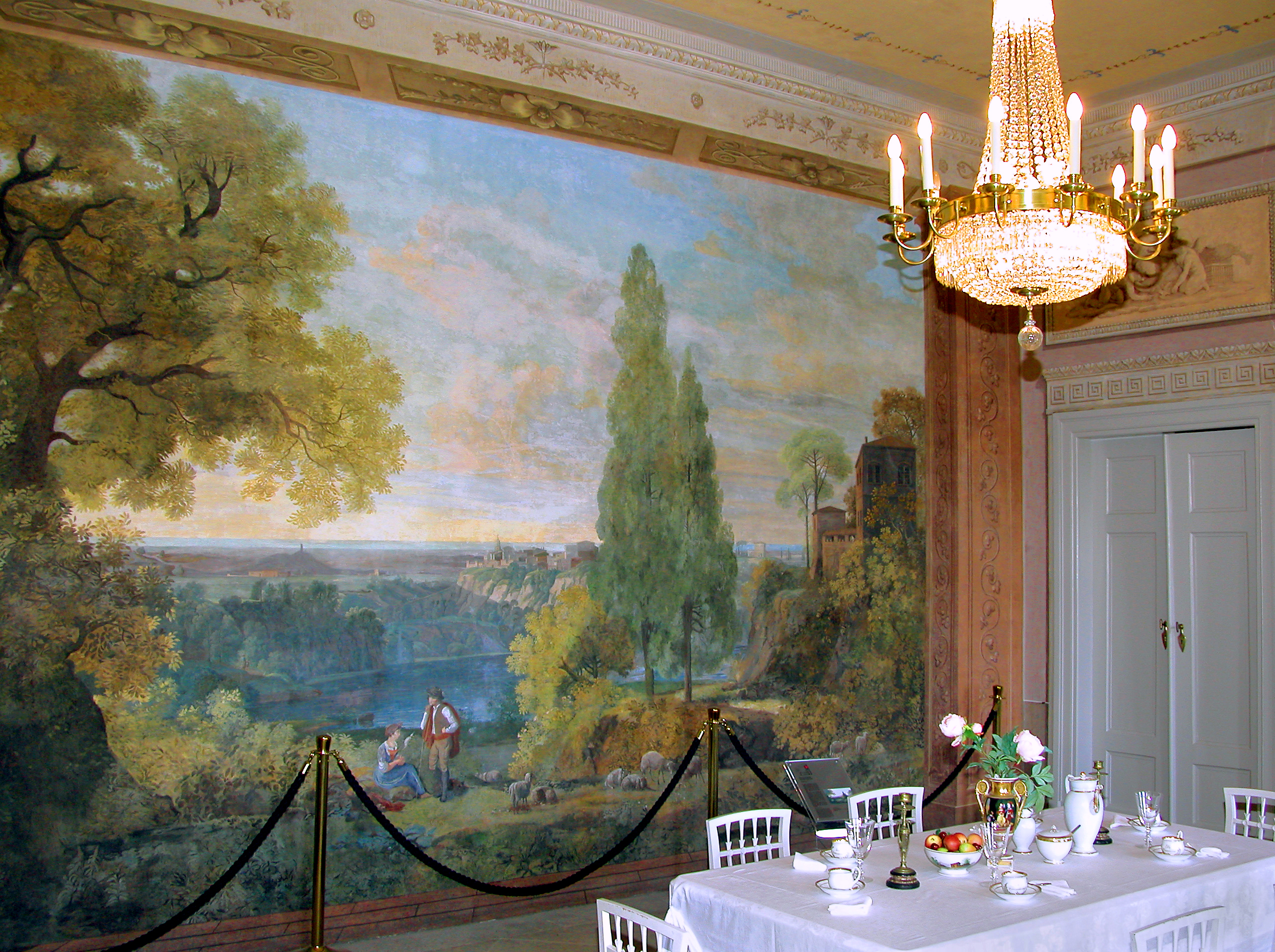
Wandbild Landschaft am Nemisee im Steinsaal des Schlosses Frohburg

In der Folgezeit entstanden auf ihrer Grundlage Gouachen, Aquarelle und lavierte Federzeichnungen sowie ideale Landschaftsgemälde. Seine in Sonnenlicht getauchten, idealisierten Landschaften vermitteln heiteren Frieden. Ein Ölgemälde des italienischen Nemisees gestaltete er 1805 auch zu einem großen Fresko im Schloss Frohburg. Im Jahre 1807 gewann er mit einem Landschaftsbild einen von der Akademie in Stuttgart ausgesetzten Preis. Das Bild kaufte der Kronprinz von Württemberg. Zu Kaazens Dresdner Schülern gehörte unter anderem der Maler und Grafiker Ferdinand Johann von Olivier (1785–1841).
1805 heiratete Kaaz Anton Graffs Tochter Caroline Susanne (* 1781). Das Ehepaar bekam zwei Töchter, um deren Erziehung sich nach dem frühen Tod des Vaters sein Schwager Carl Anton Graff kümmerte.
Kaaz war mit Goethe (1749–1832) gut bekannt und wurde von ihm geschätzt. Nach einer ersten Begegnung 1805 trafen sich beide 1808 anlässlich einer Kur in Karlsbad, wo Kaaz Goethe verschiedene Maltechniken demonstrierte und beide zusammen arbeiteten. Als Kaaz 1809 in Weimar weilte, um am Hofe Zeichenunterricht zu erteilen, wohnte er in Goethes Haus. Anschließend verbrachte er mehrere Wochen mit Goethe in Jena. Auch zu Schiller (1759–1805) hatte er gute Verbindungen. Zu dessen Drama Wilhelm Tell schuf er das Bild „Ich bin befreyt“.
Kaazens letzte Jahre waren von Krankheit gekennzeichnet, die auch durch mehrere Erholungsreisen nicht gelindert wurde. Er starb 1810 vor seiner Staffelei.

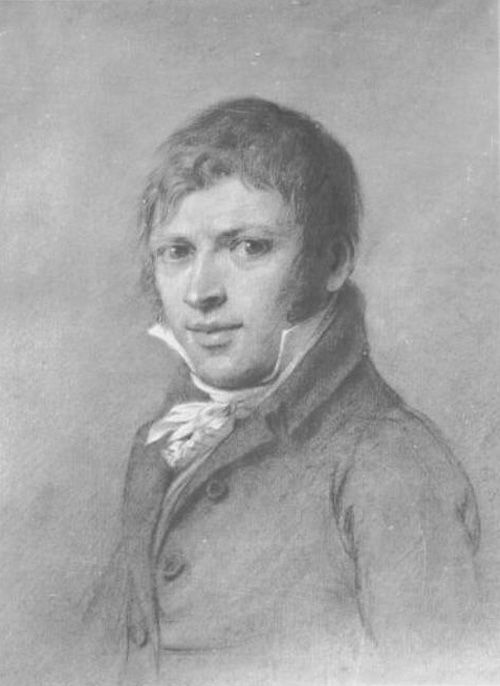
Frühes Selbstbildnis
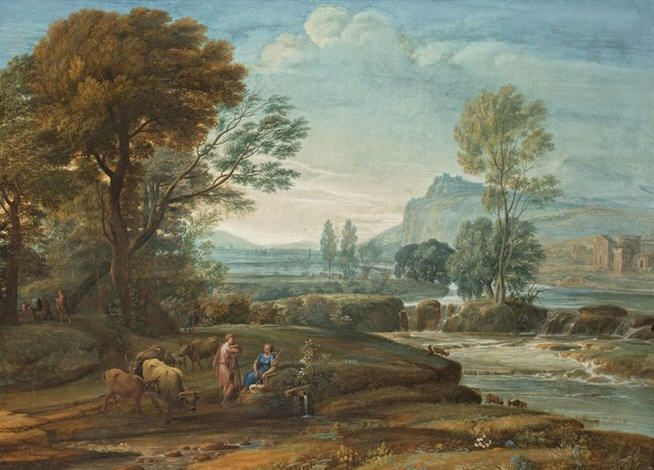
Ideallandschaft mit Hirtenpaar
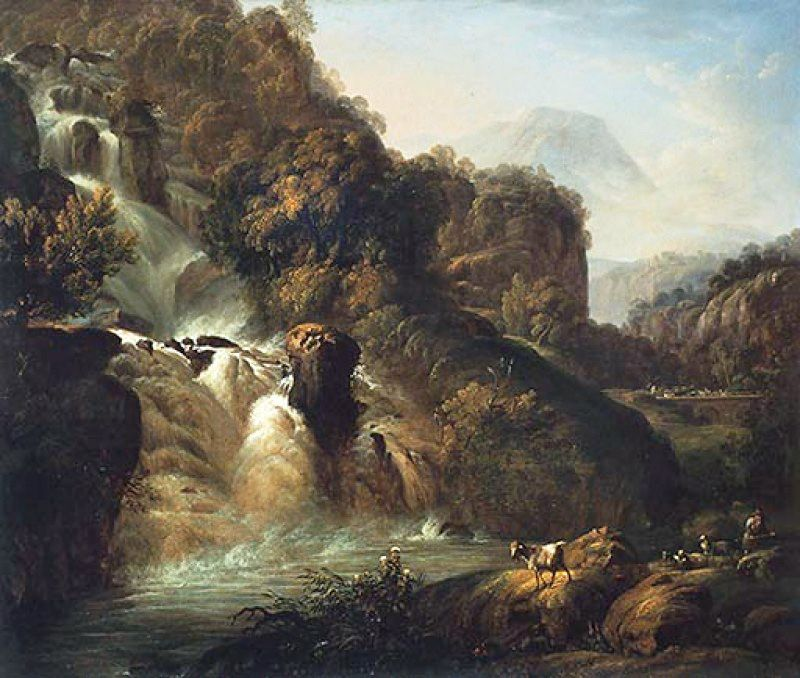
Landschaft mit Wasserfall
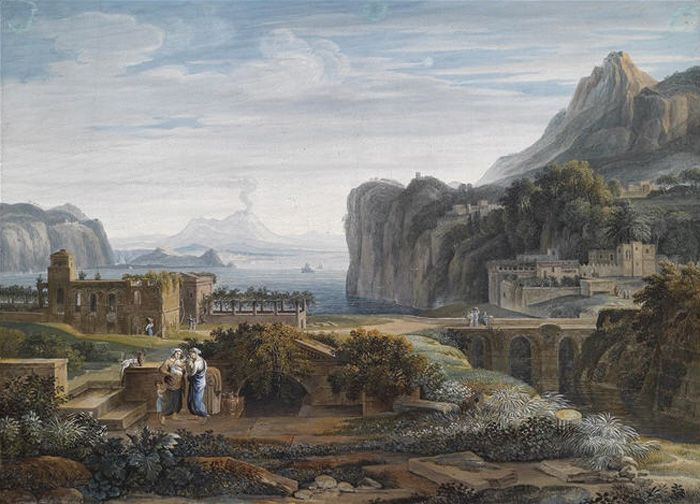
Idealisierte Landschaft, Ansicht von Ischia
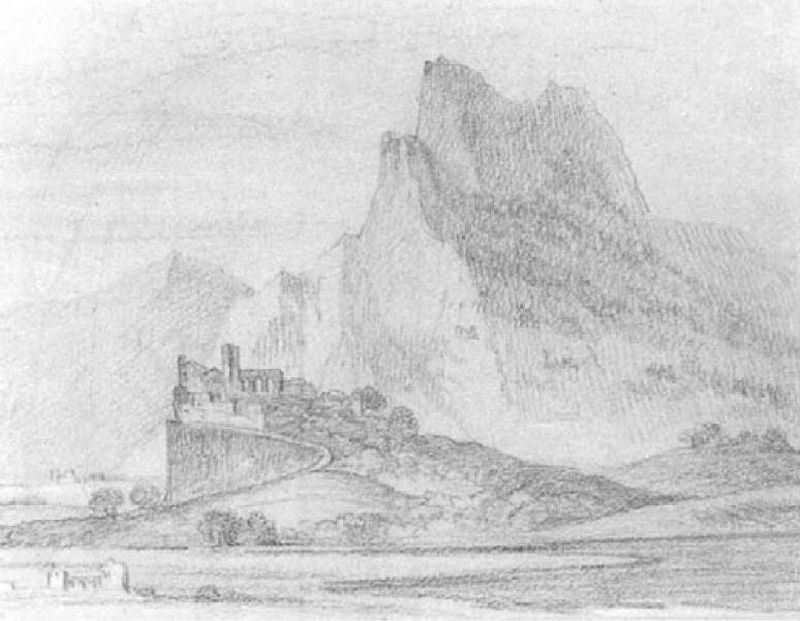
Gebirgige südliche Landschaft
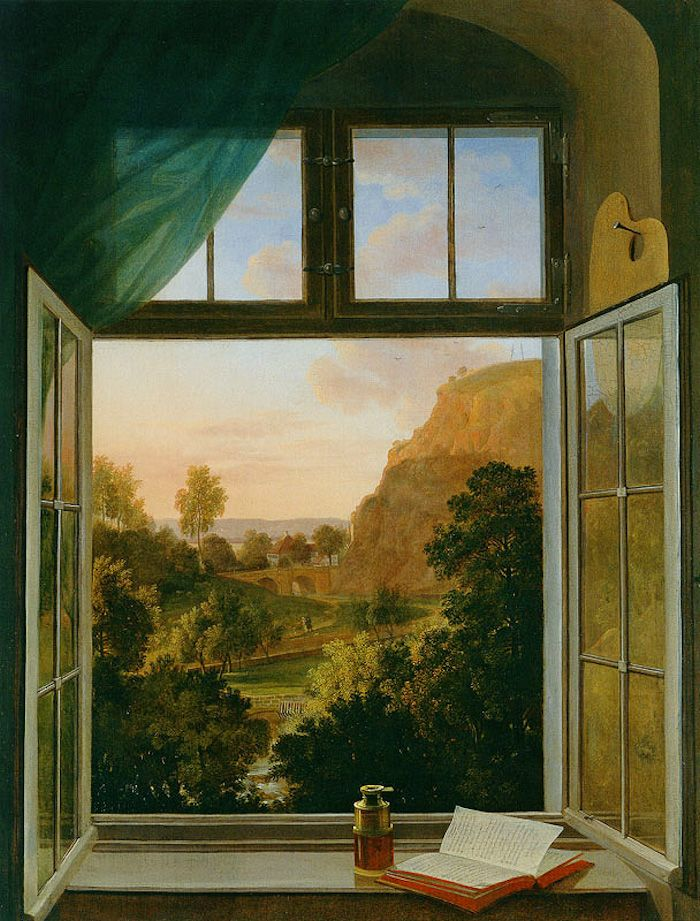
Von der Grassischen Villa zum Plauenschen Grund

## Werke (Auswahl)
- Ideallandschaft mit Hirtenpaar, Gouache, 1797
- Landschaft mit Wasserfall, Öl auf Leinwand, 1800, Dresden, Gemäldegalerie Neue Meister
- Italienische Landschaft am Nemisee, Öl auf Leinwand, 1805, auch als größeres Fresko im Schloss Frohburg
- Ansicht von Ischia, Gouache und Aquarell auf Papier auf Karton kaschiert, 1808
- Blick von der Grassischen Villa zum Plauenschen Grund bei Dresden, Öl auf Leinwand, 1807
- Römische Landschaft bei Tivoli,  Öl auf Pappe, Frankfurter Goethe-Museum
- Ich bin befreyt, zu Wilhelm Tell, um 1810